# Хоккейный Евротур 2013/2014
18-й по счёту Хоккейный Евротур проходил в 2013—2014 годах.
В турнире участвовали 4 сборные: Россия, Финляндия, Чехия и Швеция. Каждая из стран-участниц провела у себя дома по одному турниру, в каждом из которых один матч обязательно проводился не в стране-хозяйке турнира. Победителем Евротура 2013/2014 досрочно (после третьего турнира - кубка Первого канала 2013) стала сборная Финляндии.

## Турниры

### Хоккейные игры Kajotbet
Хоккейные игры Kajotbet в этом сезоне прошли с 29 августа по 1 сентября 2013 года. Турнир проводился в Чехии, а матч Россия — Швеция был сыгран в России. Победителем турнира стала сборная Финляндии.

### Кубок Карьяла
Игры на кубок Карьяла прошли с 7 по 10 ноября 2013 года. Турнир проводился в Финляндии. Вынесенный матч Швеция — Чехия был сыгран в Швеции. Победителем турнира стала сборная Финляндии.

### Кубок Первого канала
Игры на кубок Первого канала в этом сезоне прошли с 19 по 22 декабря 2013 года. Турнир проведён в России, а матч Чехия — Финляндия сыгран в Чехии. Победителем турнира стала сборная Чехии. Еврохоккейтур досрочно выиграла сборная Финляндии.

### Хоккейные игры Oddset
Хоккейные игры Oddset прошли с 1 по 4 мая 2014 года. Турнир был проведён в Швеции, а вынесенный матч Финляндия - Россия прошёл в Финляндии. Победителем турнира стала сборная Финляндии.

## Общая таблица
| # | Сборная   | И  | В | ВО | ВБ | ПБ | ПО | П | Ш     | Очки |
| - | --------- | -- | - | -- | -- | -- | -- | - | ----- | ---- |
| 1 | Финляндия | 12 | 8 | 0  | 2  | 0  | 1  | 1 | 33—19 | 29   |
| 2 | Россия    | 11 | 5 | 0  | 0  | 0  | 0  | 6 | 26—19 | 15   |
| 3 | Чехия     | 12 | 4 | 0  | 1  | 1  | 0  | 6 | 15—30 | 15   |
| 4 | Швеция    | 11 | 2 | 1  | 0  | 2  | 0  | 6 | 23—29 | 10   |

## Статистика игроков
- Лучший бомбардир:  Йори Лехтеря — 6 (3+3) очков.
- Лучший снайпер:  Пекка Йормакка — 4 шайбы.
- Лучший ассистент:  Джон Клингберг,  Сами Лепистё — 4 результативные передачи.
- Лидер по штрафному времени:  Оскар Осала — 49 минут.
- Вратарь, пропустивший наименьшее количество шайб:[2]  Атте Энгрен,  Микко Коскинен — 3 пропущенных шайбы в 3 матчах.